# Rasen

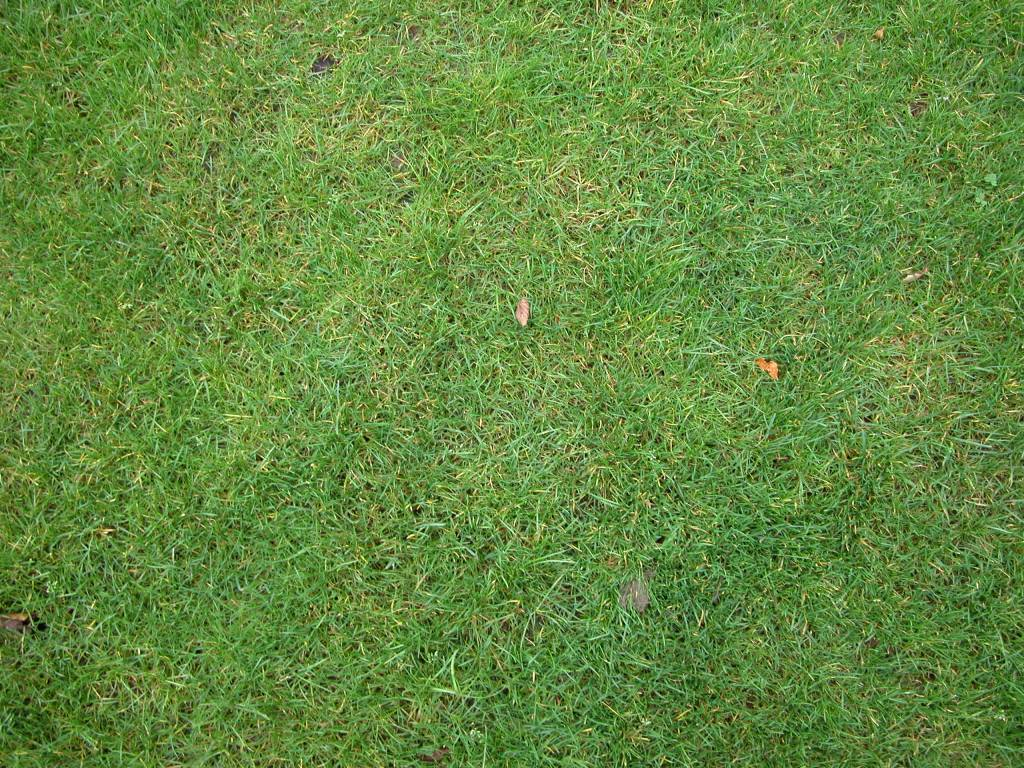
Rasen aus der Nähe

Rasen bezeichnet eine anthropogene Vegetationsdecke aus Gräsern, die durch Wurzeln und Ausläufer mit dem Boden verbunden ist, im Siedlungsgebiet der Menschen liegt und nicht landwirtschaftlich genutzt wird. Er macht eine unbepflanzte Fläche ansehnlich sowie weitgehend wetterunabhängig begehbar und behält eine einmal gegebene, zumeist geglättete Landschaftsform bei. Es bedarf hierzu in aller Regel eines regelmäßigen Schnittes.
Rasen befindet sich in Gärten, Parks oder Sportanlagen, zum Beispiel in Stadien oder auf Golfplätzen und Tennisplätzen. Er wird meist kurz geschnitten.
Der größte Anteil der Landoberfläche unserer Erde wird von grasbewachsenen Offenland-Biomen bedeckt, darunter Rasen, biogenes Grasland und landwirtschaftliches Grünland.

## Eigenschaften
Kennzeichen des Rasens ist das regelmäßige Mähen der wachsenden Gräser auf eine Höhe von ein bis zehn Zentimetern, in manchen Fällen sind es während der Vegetationsperiode aber nur vier bis fünf Millimeter (Putting-Green der Golfplätze). Grasflächen, die selten gemäht werden und deren Bewuchs daher höher wächst, bezeichnet man als Wiesen.

## Arten

Das Wachstum von Rasen im Zeitraffer

Da keine gesetzlichen Standards existieren, kann jeder Saatguthersteller Rasensamen unter jeder beliebigen Bezeichnung verkaufen; daher enthalten niedrigpreisige Mischungen oft Futtergras, an deren Stelle im Folgejahr oft Wildkräuter wie Löwenzahn wachsen. Typische Rasengräserarten sind Deutsches Weidelgras (Lolium perenne), Rispengras (Poa), Schwingel (Festuca) und Straußgras (Agrostis).
Die am häufigsten verwendete Rasensorte ist der Gebrauchsrasen, häufig in der Sonderform des Sport- und Spielrasens, der robust, jedoch wöchentlich zu mähen ist. Ein Scherrasen bzw. Zierrasen, wie zum Beispiel der sog. englische Rasen, kann in den ersten beiden Jahren nach der Aussaat nicht belastet werden, ist danach aber besonders trittfest. Er benötigt ein Mähintervall von fünf bis sieben Tagen und einen hohen Einsatz von Dünger. Schattenrasen kommen mit wenig Sonneneinstrahlung zurecht und vertragen direkte Sonneneinstrahlung schlecht.
Einziger Qualitätsstandard für Rasensaatgut in Deutschland bilden Regelsaatgutmischungen (RSM), die für Ausschreibungen und öffentliche Bauvorhaben entwickelt wurden (DIN 18917 und die DIN 18035, Teil 4, Sportplätze – Rasenflächen). Diese Mischungen sind nach den Verwendungszwecken der Rasenflächen untergliedert.

## Rasenpflege

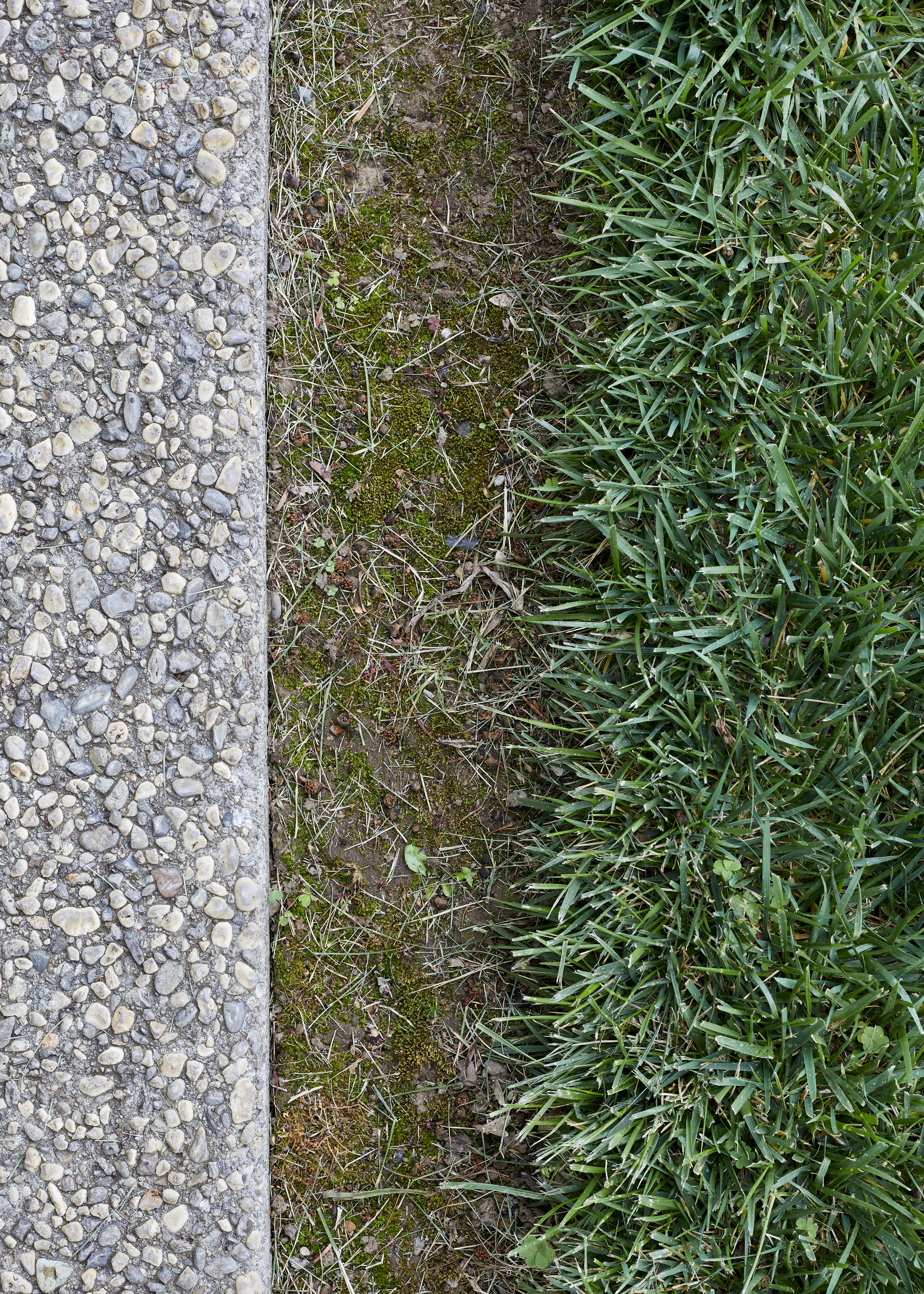
Rasenkante eines Vorgartens

Die Rasenpflege bedarf unterschiedlicher Tätigkeiten. Zuerst sei hier das Mähen genannt, siehe auch Rasenmäher. Je nach Werkzeug, das für das Mähen verwendet wird, muss das Mähgut entfernt werden, mittels Rechen. Des Weiteren spielen die Düngung, das Vertikutieren, das Aerifizieren sowie das Topdressing bei der Rasenpflege eine wichtige Rolle. Für einen gleichmäßigen Rasen bedarf es der Nachsaat. Ebenfalls zur Rasenpflege gehören das Sprengen (künstliche Bewässerung), die Bekämpfung von Moos oder Klee, die Vernichtung von Unkraut sowie das Besanden. Weist Rasen gelbliche Verfärbungen auf, ist dies ein Indikator für eine Mangelerscheinung von nötigen Bodennährstoffen. Vor allem wenn der pH-Wert des Bodens die üblichen Grenzen unterschreitet, kann es erforderlich sein, den Rasen zu kalken. Wird die Rasenpflege nicht regelmäßig durchgeführt, kann keine gleichmäßige Rasenfläche entstehen.

## Ökologische Bedeutung
Die ökologische Bedeutung der in deutschen Gärten dominierenden Rasenflächen (in Form des englischen Rasens) ist ausgesprochen gering. In einem getrimmten Rasen kommen höchstens ein Dutzend Gräser auf einen Quadratmeter vor. Diese bieten den allermeisten Insekten und Tieren keinen Lebensraum. Ein Quadratmeter einer blütenreichen Wiese hingegen kann bis zu 3.000 Einzelpflanzen mit 60 Pflanzenarten beherbergen, die einen wertvollen Lebensraum für zahlreiche Insekten bilden (u. a. auch für bedrohte Schmetterlingsarten).